# Eudora (nome)
Eudora  è un nome proprio di persona italiano femminile.

## Varianti
- Maschili: Eudoro

### Varianti in altre lingue
- Greco antico: Ευδωρα (Eudora)[1]
  - Maschili: Ευδωρος (Eudoros)

## Origine e diffusione
Riprende il greco Ευδωρα (Eudora), formato dalle radici ευ (eu, "bene") e δωρον (doron, "dono", "regalo"): il significato è quindi "buon dono". Entrambi gli elementi che compongono il nome sono comuni nell'onomastica greca, con il primo che si ritrova in numerosissimi nomi (Eufrasia, Eufrosina, Eunice, Eufemia, Eutimio, Evadne ecc), e il secondo riscontrabile anche in Diodoro, Dorotea, Teodoro, Metrodoro, Isidoro e Pandora.
È un nome di matrice classica, portato nella mitologia greca da Eudora, una delle Iadi, che dà il nome all'asteroide 217 Eudora; al maschile si ricorda invece Eudoro, figlio di Ermes e compagno di Achille nella guerra di Troia.

## Onomastico
L'onomastico si festeggia il 1º novembre per Ognissanti, in quanto il nome è adespota, cioè non è portato da alcuna santa.

## Persone
- Eudora Welty, scrittrice e fotografa statunitense

### Variante maschile Eudoro
- Eudoro d'Alessandria, filosofo egiziano

## Il nome nelle arti
- Eudora è un personaggio della serie a fumetti Peanuts.
- Eudora è un personaggio dell'opera di Gaetano Donizetti Belisario.
- Eudora è un personaggio del film del 1972 Pancho Villa - I tre del mazzo selvaggio, diretto da Eugenio Martín.
- Eudora è un personaggio del film del 2009 La principessa e il ranocchio, diretto da Ron Clements e John Musker.
- Eudora Mawdle è un personaggio del film del 1922 Our Leading Citizen, diretto da Alfred E. Green.
- Eudora Weldon è un personaggio della soap opera Flamingo Road.